# كليف درايسديل
كليف درايسديل (بالإنجليزية: Cliff Drysdale)‏ مواليد 26 مايو 1941 في نيلسبرويت، جنوب أفريقيا، هو لاعب كرة مضرب جنوب أفريقي سابق بدأ مسيرته كمحترف سنة 1968 وكان يلعب باليد اليمنى، اعتزل اللعب في 1980. كما أنه أحد أبطال الجراند سلام. أعلى تصنيف له في الفردي كان المركز الـ 4 في سنة 1965.

## النهائيات

### الفردي
الوصافة (1)
| السنة | البطولة                     | الأرضية | المنافس في النهائي | النتيجة            |
| 1965  | بطولة أمريكا المفتوحة للتنس | عشبية   | مانويل سانتانا     | 2–6, 9–7, 5–7, 1–6 |

### الزوجي
اللقب (1)
| السنة | البطولة                     | الأرضية | الشريك      | المنافس في النهائي        | النتيجة            |
| 1972  | بطولة أمريكا المفتوحة للتنس | عشبية   | روجر تايلور | أوين ديفيدسون جون نيوكومب | 6–4, 7–6(7–3), 6–3 |

## روابط خارجية
- كليف درايسديل على موقع IMDb (الإنجليزية)
- كليف درايسديل على موقع قاعدة بيانات الفيلم (الإنجليزية)

- كليف درايسديل على موقع رابطة محترفي التنس (الإنجليزية)
- كليف درايسديل على موقع الاتحاد الدولي لكرة المضرب (الإنجليزية)
- كليف درايسديل على موقع كأس ديفيز (الإنجليزية)
- كليف درايسديل على موقع قاعة مشاهير كرة المضرب الدولية (الإنجليزية)
- كليف درايسديل على موقع خلاصة التنس.كوم (الإنجليزية)